# Schaftrieb über den Ötztaler Alpenhauptkamm

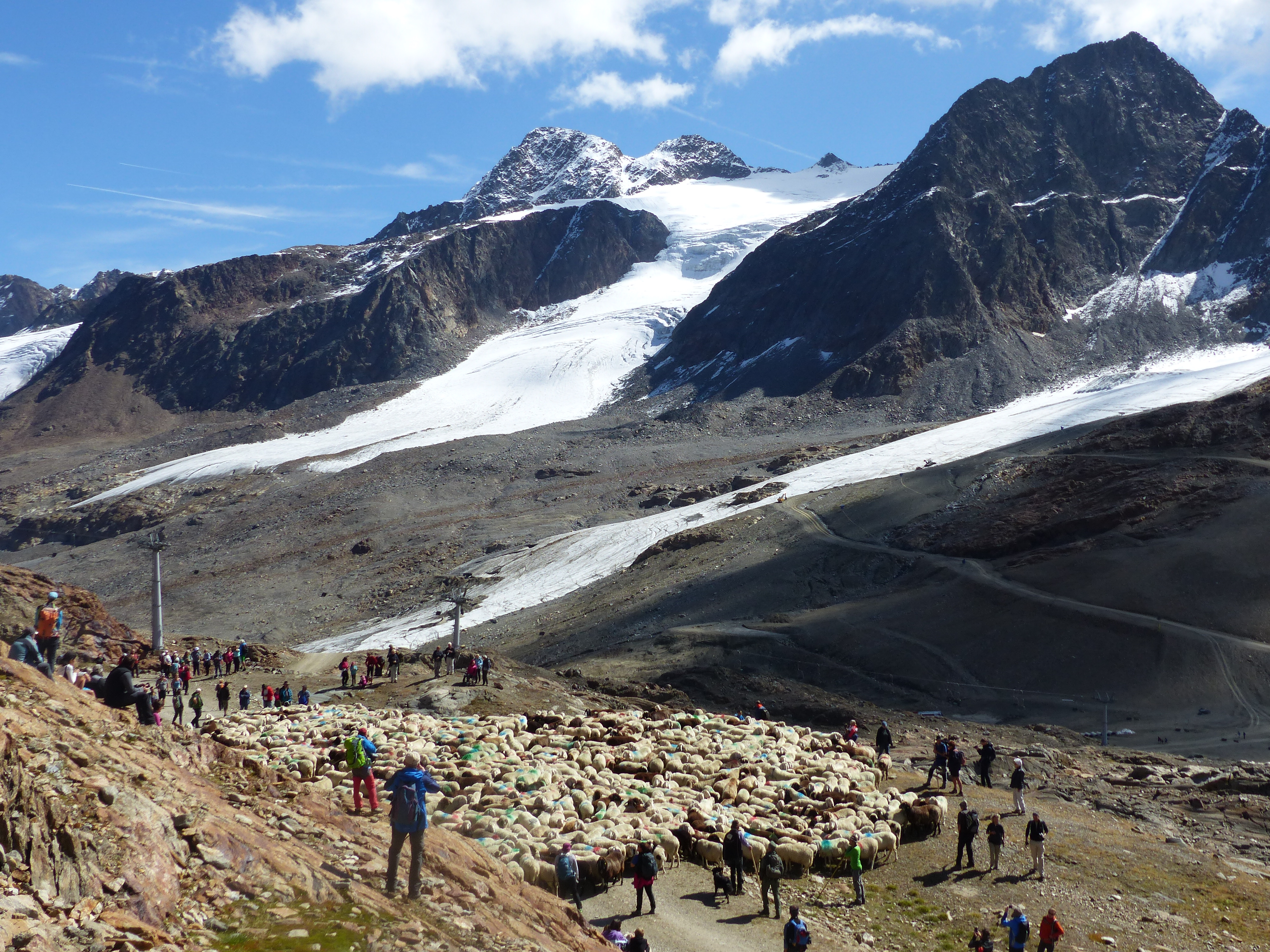
Schaftrieb auf dem Hochjoch (2018)

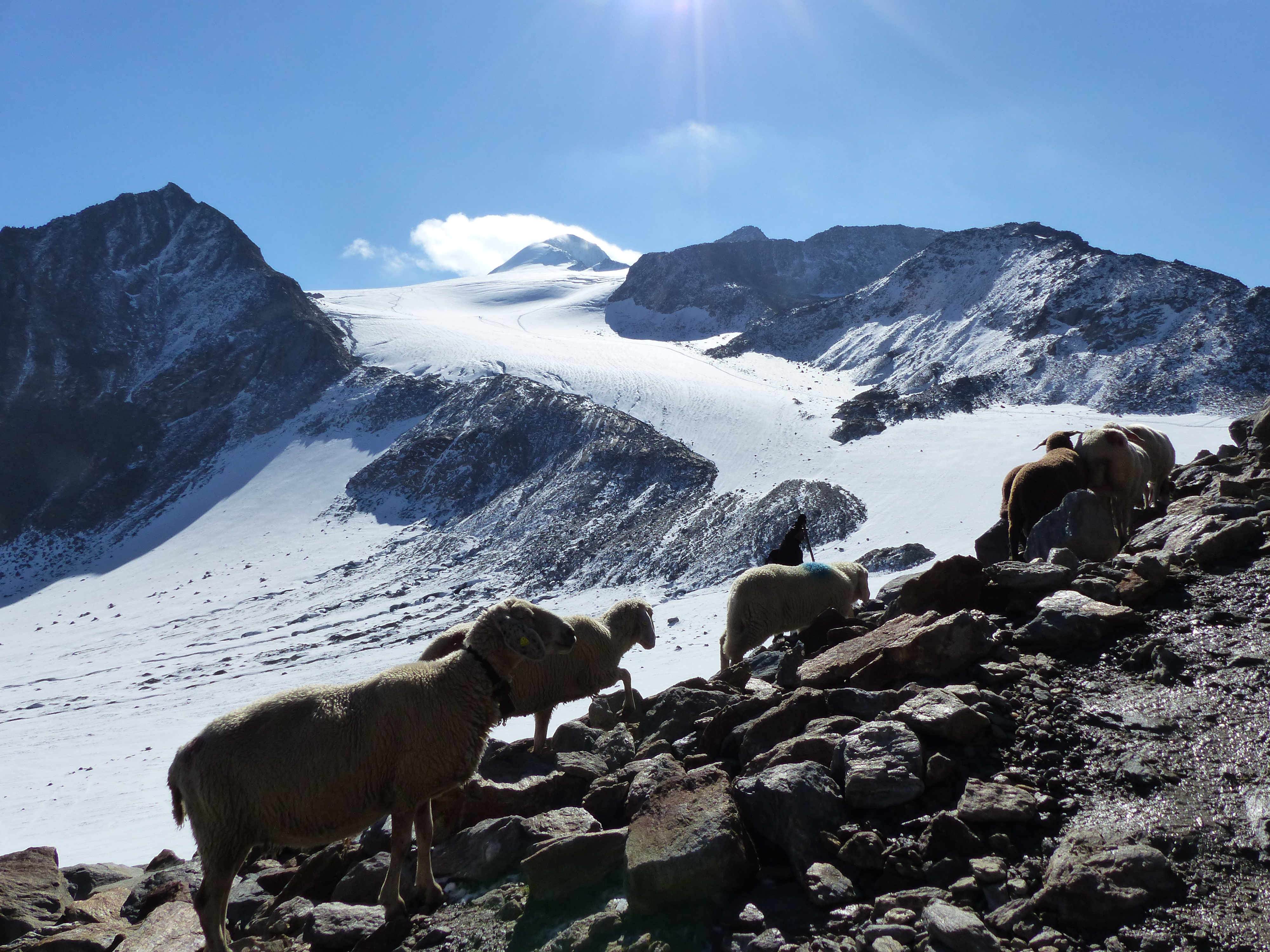
Niederjochferner und Similaun

Der Schaftrieb über den Ötztaler Alpenhauptkamm ist eine spezielle Form der grenzüberschreitenden Weidewirtschaft im Alpenraum. Schafhalter aus dem Vinschgau und Passeier im italienischen Südtirol nutzen auf diese Weise ihre althergebrachten Weiderechte im hinteren Ötztal in Österreich. Dazu werden Schafe und Ziegen über drei verschiedene Passrouten Anfang Juni in nördliche und Mitte September in Gegenrichtung getrieben.
Diese grenzüberschreitende Transhumanz wurde 2011 in Österreich als immaterielles Kulturerbe der UNESCO anerkannt und ins Nationale Verzeichnis der Österreichischen UNESCO-Kommission aufgenommen.
Am 30. November 2020 wurde das Schnalser Schaf in das Netzwerk der Organisation Slow Food aufgenommen. Aktuell leben nur noch 1.500 Exemplarer dieser Rasse im Schnalstal in Südtirol. Bauern und der Hirten haben mit der nachhaltigen typischen Wanderweidehaltung des Schnalser Schafs die uralte Praxis der Transhumanz gesichert.

## Routen

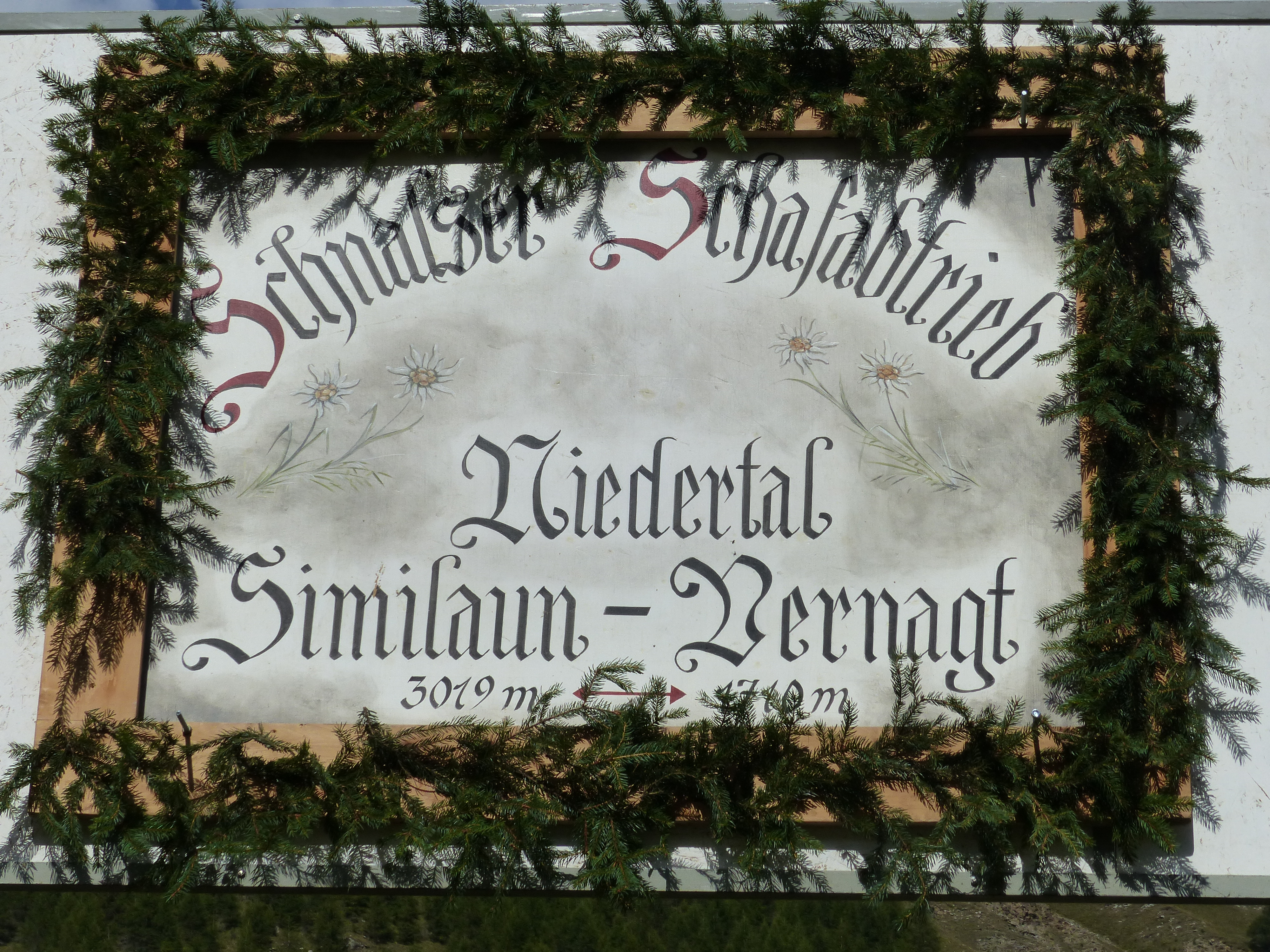
Schild beim Hirtenfest in Vernagt

Schafe aus dem Vinschgau werden zu ihren Weiden oberhalb von Vent über zwei verschiedene Routen getrieben. Zunächst gelangen sie von Kortsch im oberen Etschtal aus durch das Schlandrauntal und über das Taschenjöchl/Taschljoch ins Schnalstal; anschließend erfolgt der Aufstieg entweder von Vernagt aus über das Niederjoch (3019 m ü. A.) oder von Kurzras aus über das weiter westlich und (trotz des Namens) niedriger gelegene Hochjoch (2770 m ü. A.). In der UNESCO-Nominierung wurde dieser Schaftrieb als der letzte weltweit bezeichnet, der teilweise über Gletscher führte. Aufgrund der Gletscherrückgänge führen die beiden Routen seit den ersten 2000er-Jahren nur noch an Gletschern vorbei, queren sie aber nicht mehr.
Schafe aus Passeier nördlich von Meran erreichen über das Timmelsjoch (2474 m ü. A.) ihre Weiden oberhalb von Obergurgl. Bis 1962 gab es zudem Schaftriebe über den Gurgler Ferner, wobei der Alpenhauptkamm am Gurgler Eisjoch (3151 m ü. A.), einem Übergang zwischen Pfossental und Gurgler Tal, überschritten wurde.
In der ersten Septemberhälfte werden die Schafe auf den gleichen Wegen zurück nach Südtirol getrieben. Die Ankunft in Vernagt bzw. Kurzras wird zum Anlass eines Hirtenfestes genommen.

## Geschichte
Dass die Routen der Schaftriebe schon seit mindestens 6000 Jahren genutzt werden, gilt heute als belegt. Auch der Fund der Eismumie „Ötzi“ am Tisenjoch, das nur ca. 1 km westnordwestlich des Niederjochs liegt, kann in diesem Zusammenhang gesehen werden.
Die Weiderechte von Schnalser Bauern auf den Almen des Rofenbergs werden bereits in einem Dokument des Jahres 1357 bestätigt. Aus dem Jahr 1415 stammt ein das Niedertal betreffender Weiderechtsvertrag für den Zeitraum Mitte Juni bis Mitte September.
Bis zum Beginn des zwanzigsten Jahrhunderts wurden sogar Rinder über die Pässe getrieben. Auch nach der Teilung Tirols am Ende des Ersten Weltkriegs blieb die Tradition des Schaftriebs erhalten.
Die wirtschaftliche Bedeutung der Schaftriebe hat allerdings nachgelassen. Heute werden ungefähr 3.500 Schafe aus Südtirol in die beiden Venter Täler getrieben, während es 1977 noch doppelt so viele waren.
Im Oktober 2011 wurden die Tradition unter der Bezeichnung Transhumanz – Schafwandertriebe in den Ötztaler Alpen von der Österreichischen UNESCO-Kommission in das nationale Verzeichnis des immateriellen Kulturerbes aufgenommen. Als Begründung wurde dabei neben der ökologischen vor allem die kulturelle Bedeutung genannt, die in grenzüberschreitenden Ritualen und Bräuchen (Festlegen der Weideplätze, gemeinsamer Kirchgang, …) und einer dadurch entstehenden „gemeinsamen regionalen Identität“ zum Ausdruck kommt. Die italienische UNESCO führt ein solches Verzeichnis vorerst nicht.

## Bilder

### Schaftrieb über das Hochjoch

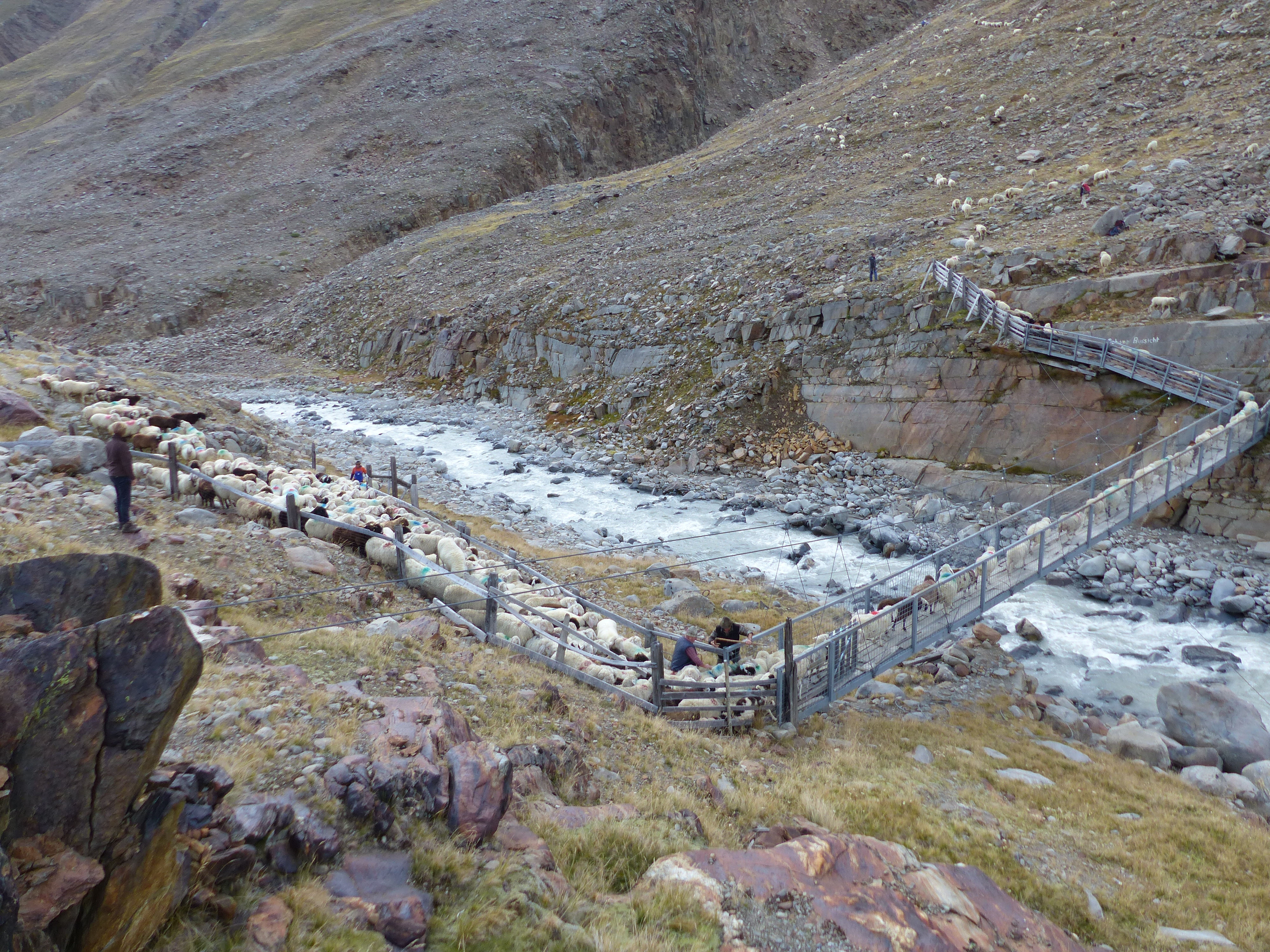
Überquerung der Rofenache oberhalb der Einmündung des Hochjochbachs.
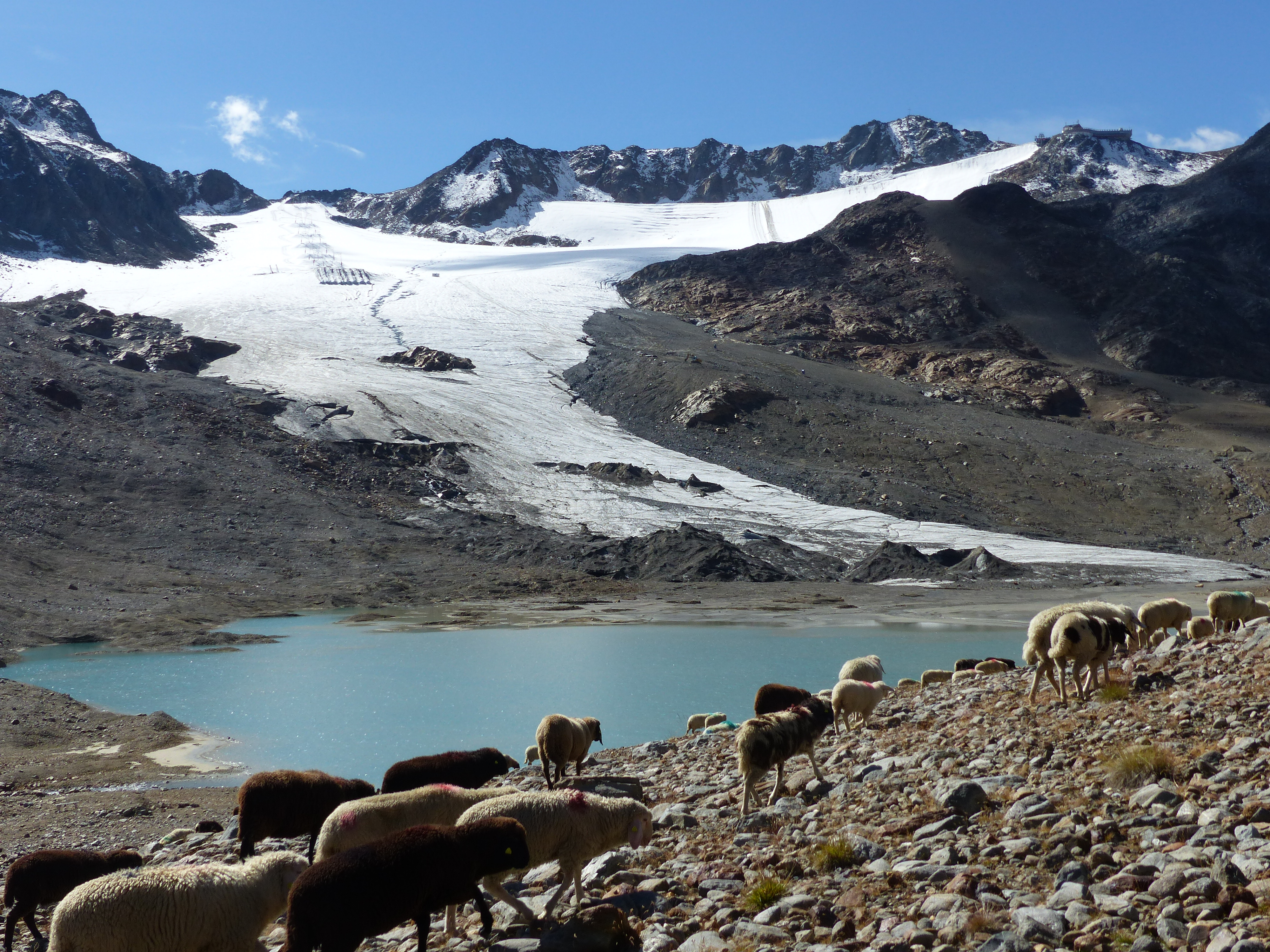
Schaftrieb am Hochjochferner (2018)
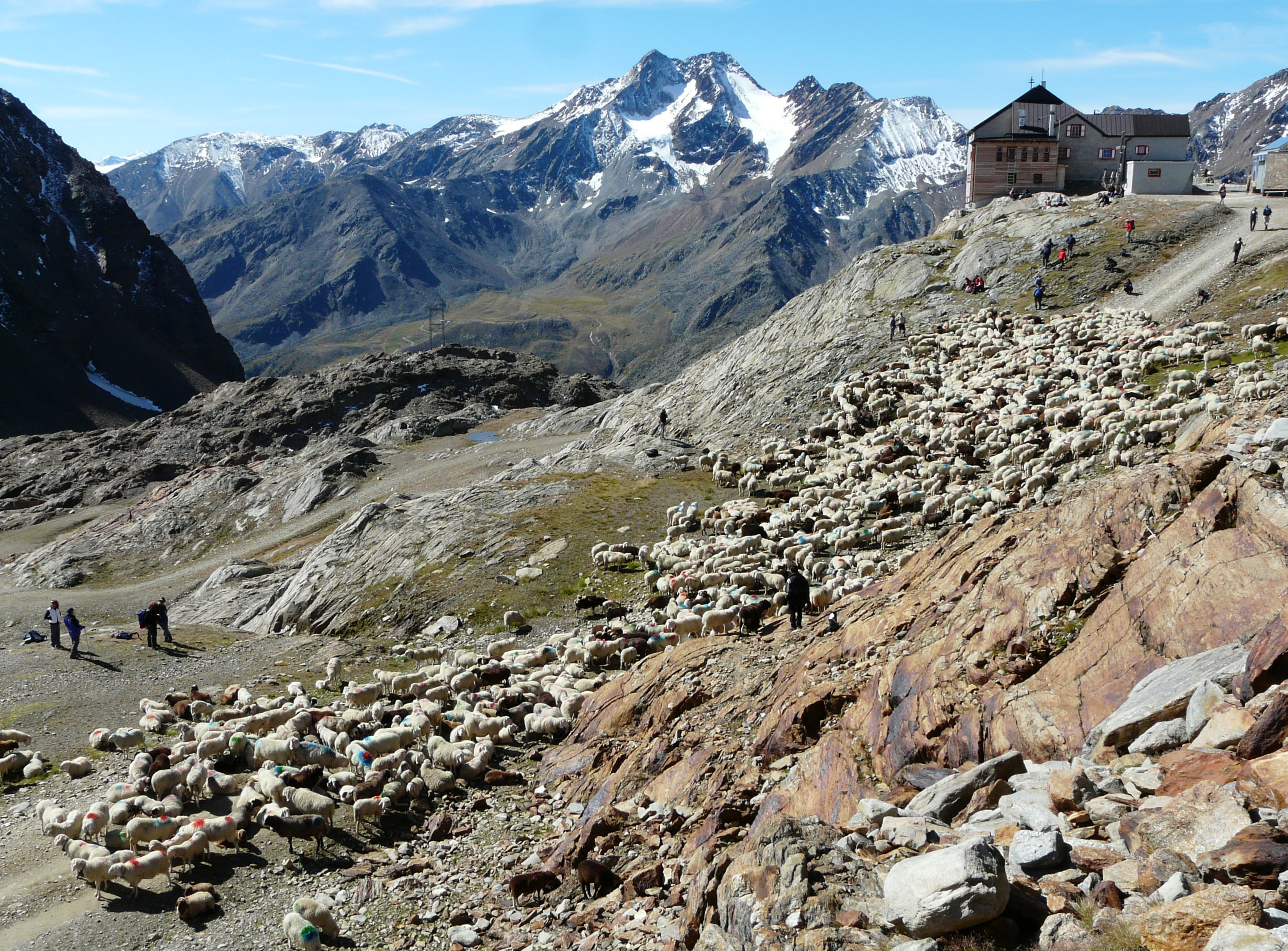
Schaftrieb am Hochjoch (Schöne-Aussicht-Hütte)
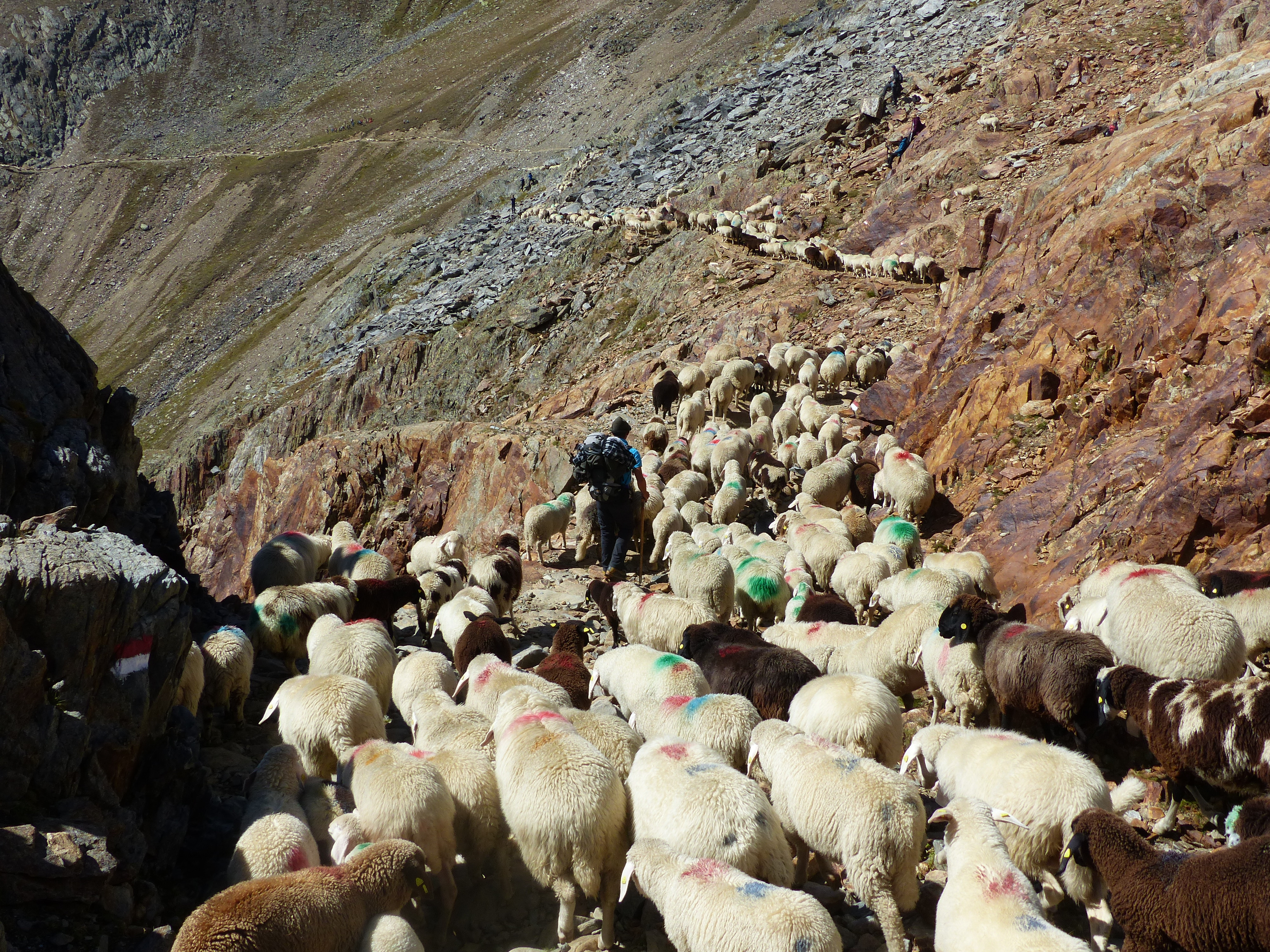
Abstieg vom Hochjoch
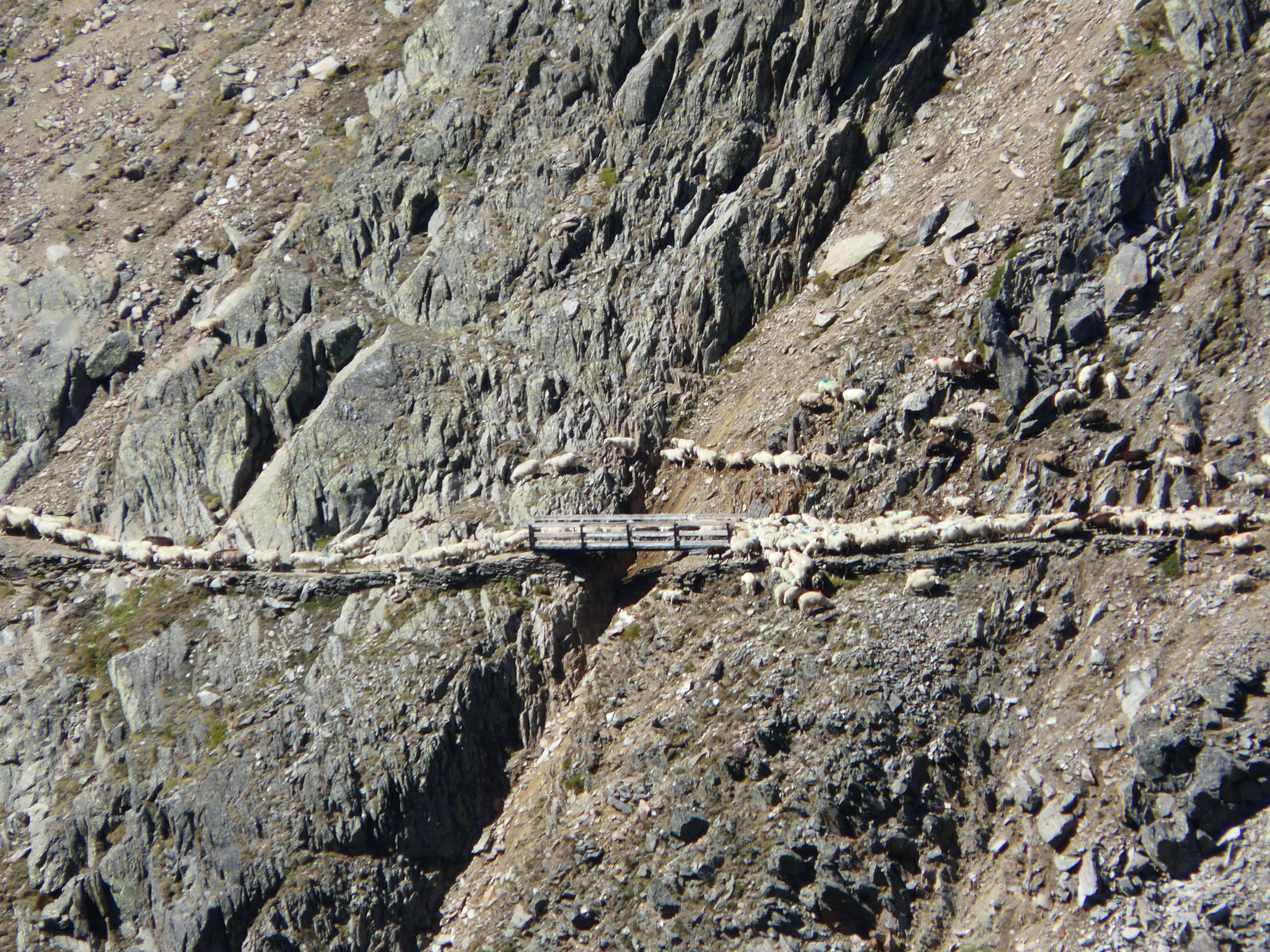
Abstieg nach Kurzras
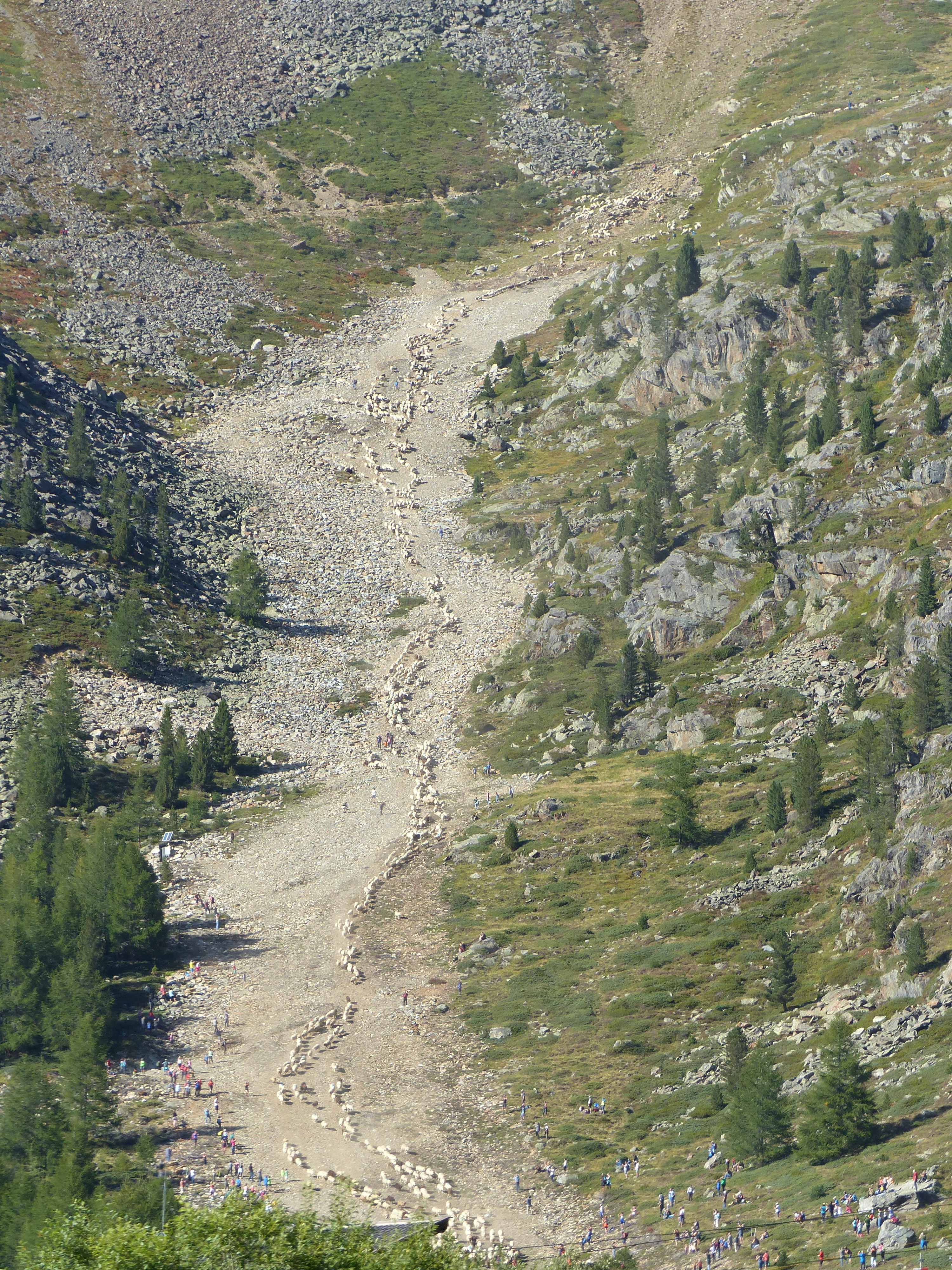
Ankunft der Schafe in Kurzras

### Schaftrieb über das Niederjoch

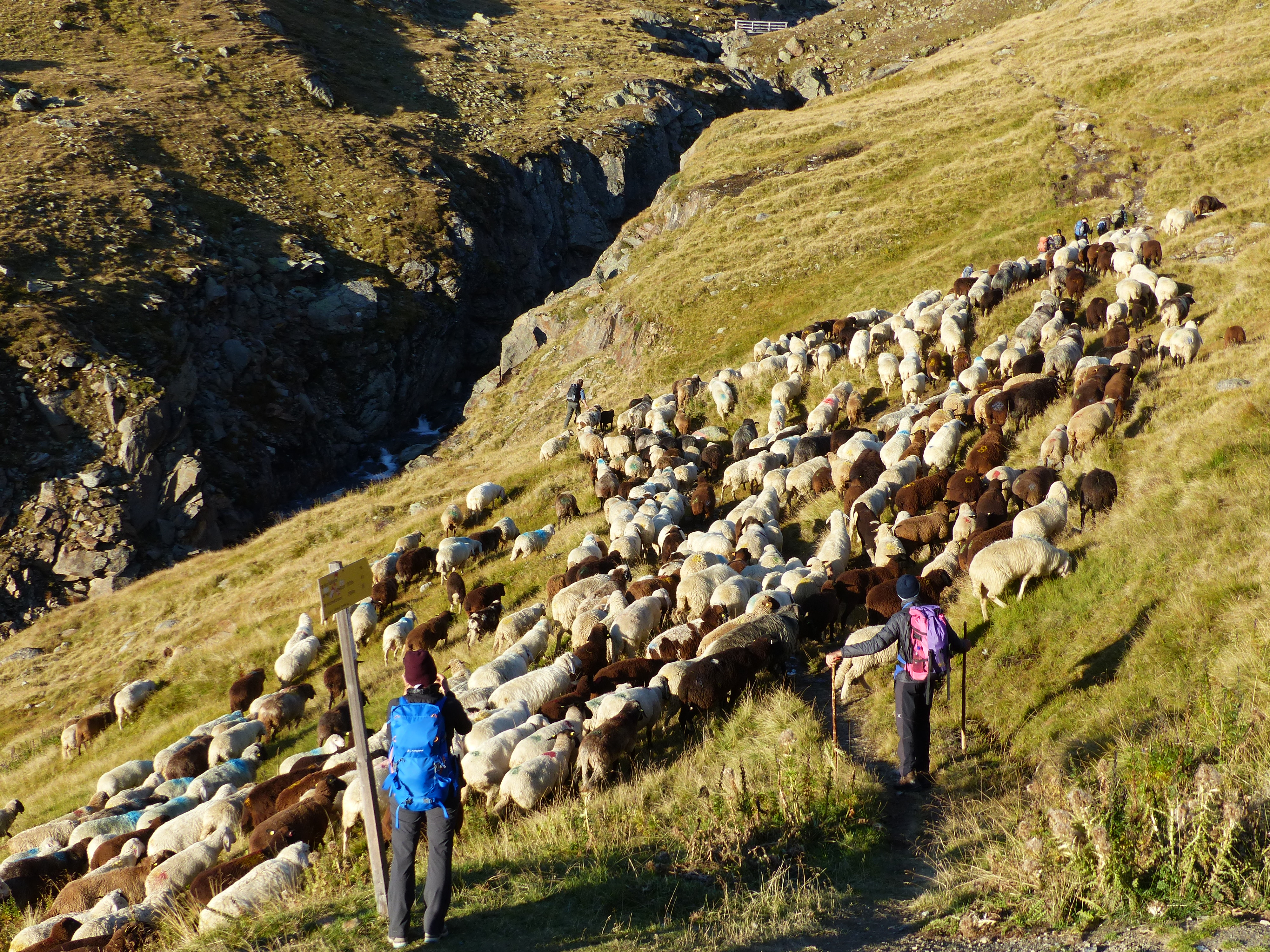
Start an der Martin-Busch-Hütte
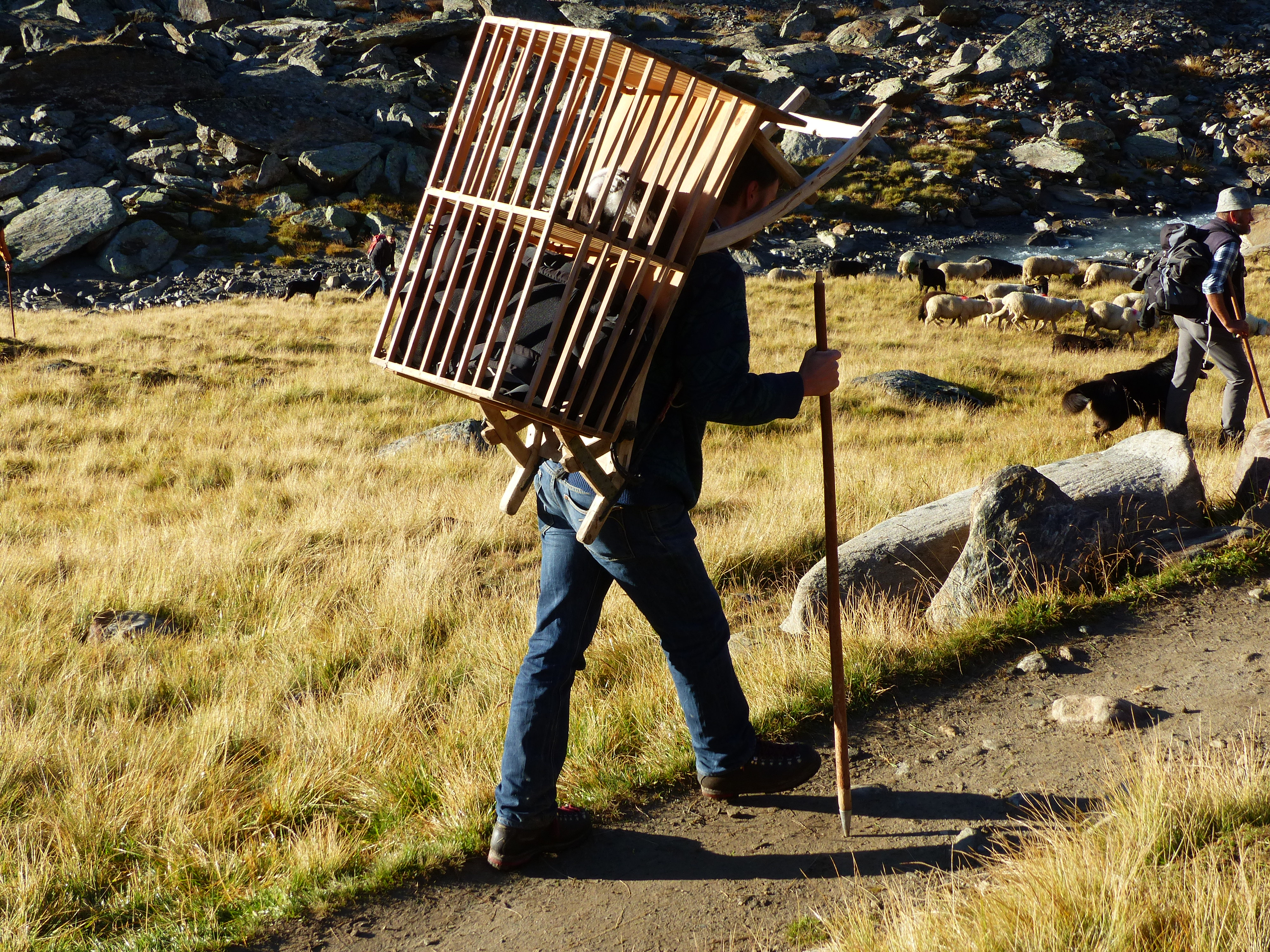
Ein wenige Tage altes Lamm wird getragen.
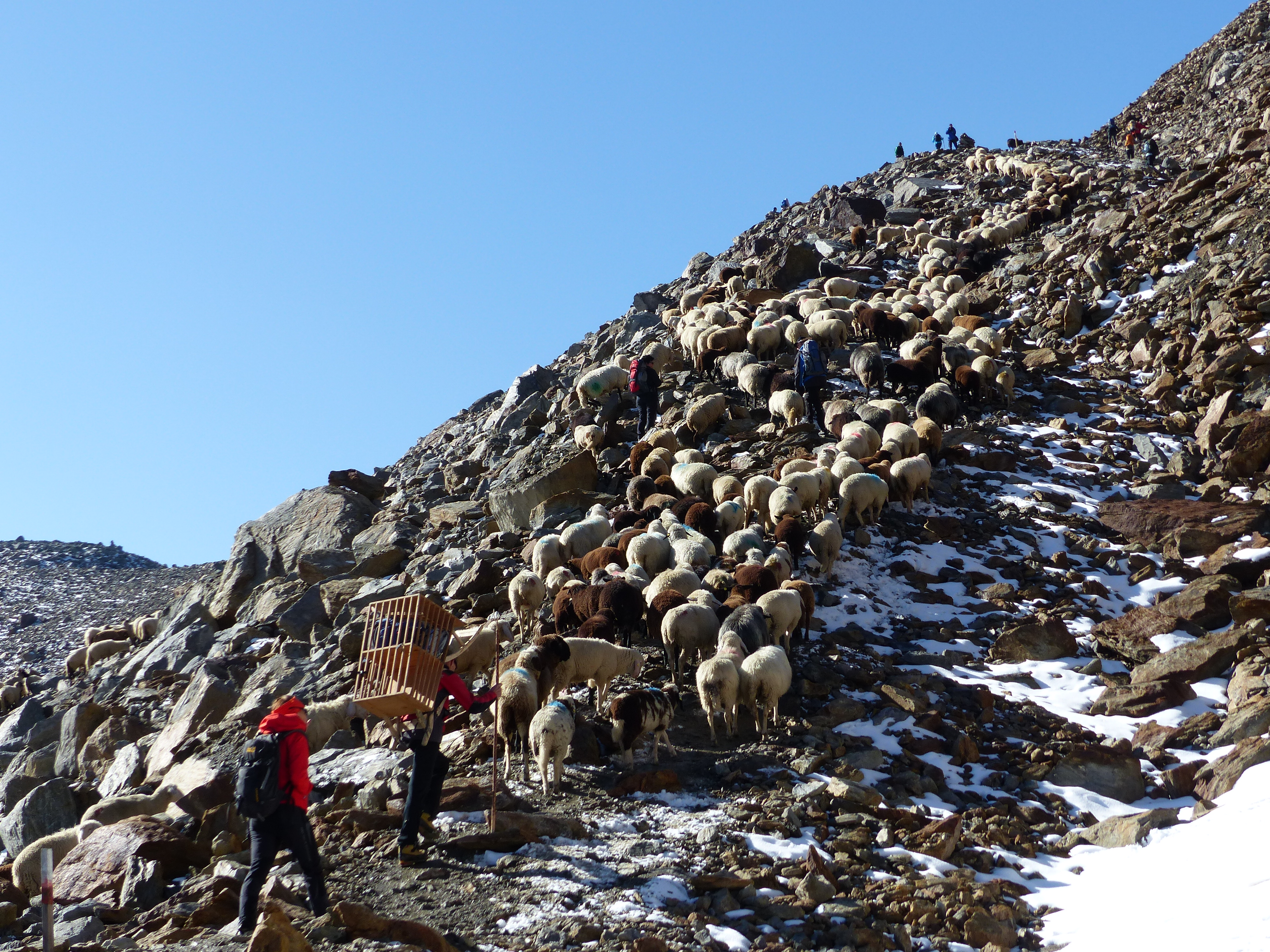
Unterhalb des Niederjochs
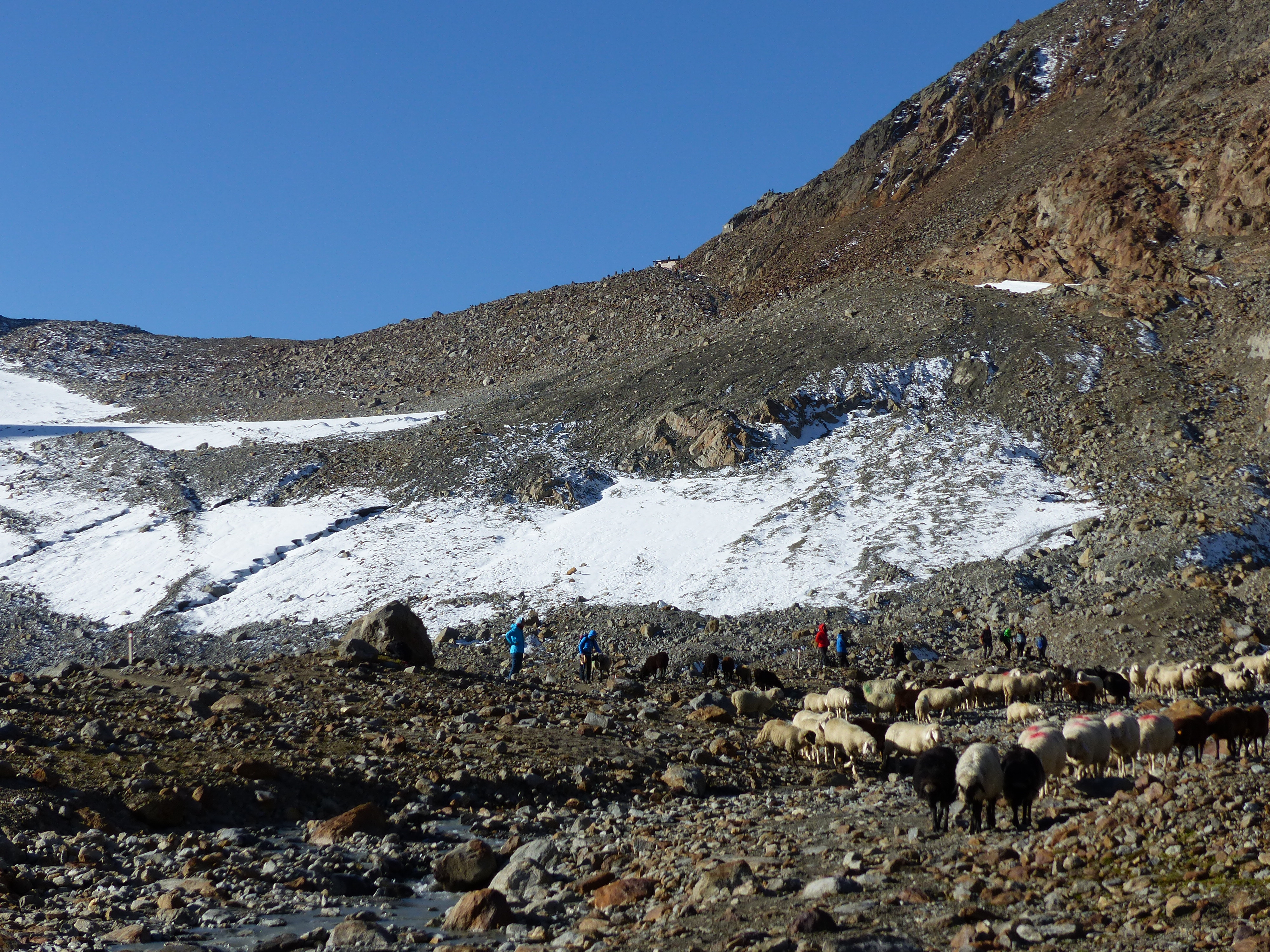
Unterhalb des Niederjochs mit Gletscherresten
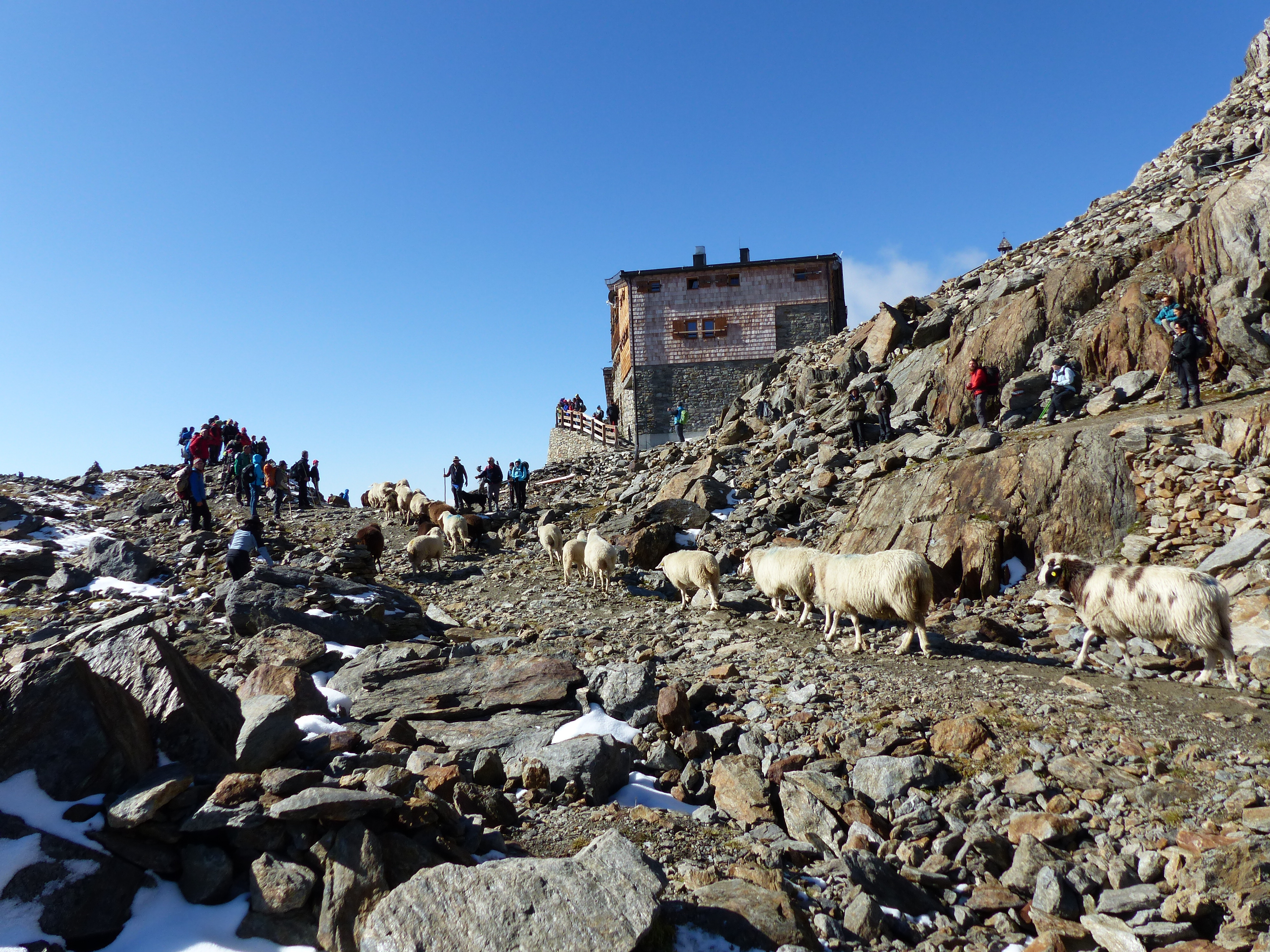
Niederjoch mit Similaunhütte
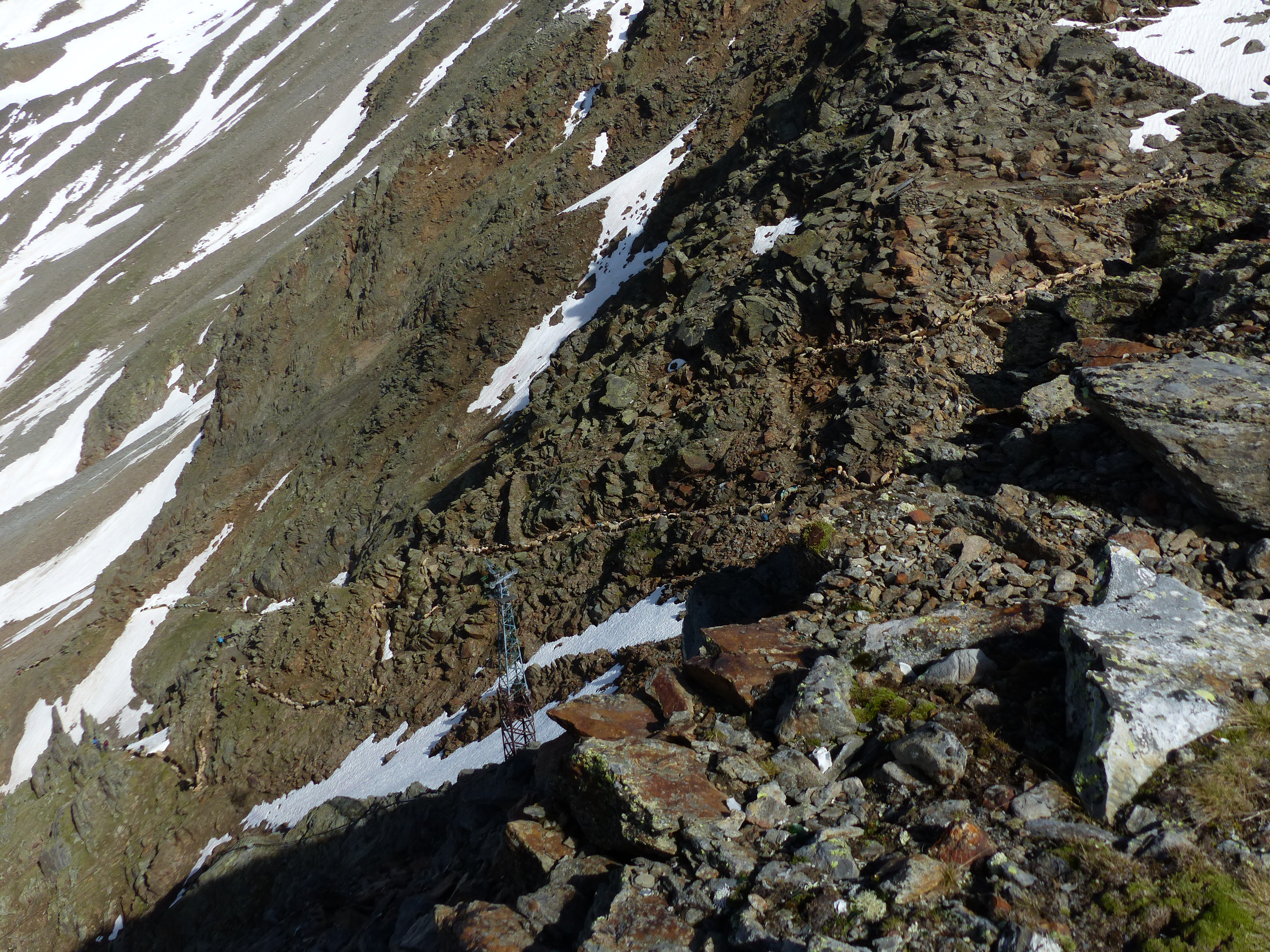
Aufstieg im Juni vom Südtiroler Tisental
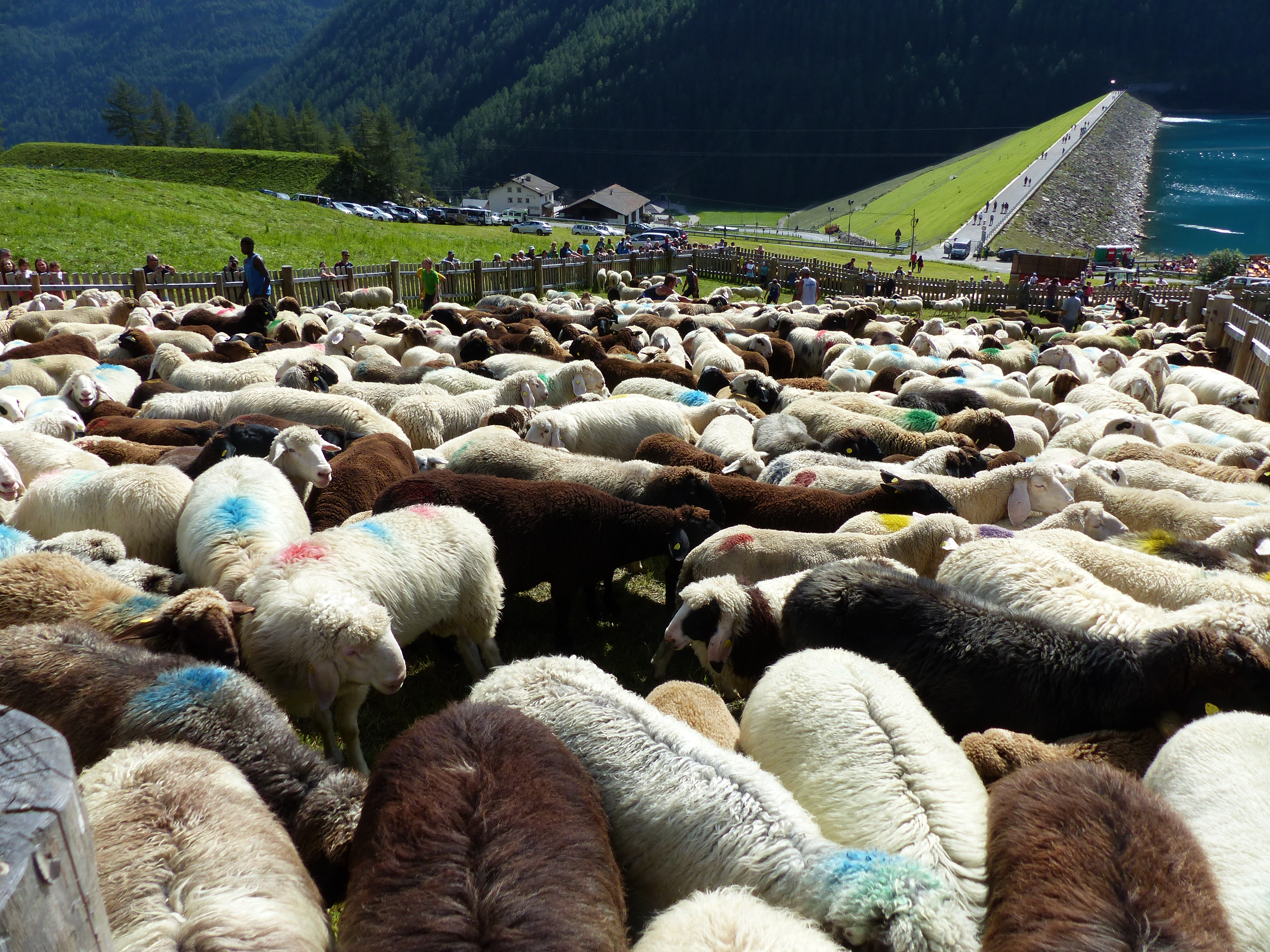
Schafpferch in Vernagt